# Idioma damana
El damana es la lengua materna de una etnia colombiana wiwa, perteneciente a la familia lingüística chibcha y es hablado por más de 6.600 personas.
También se conoce con varios nombres alternos: Arosario, Arsario, Guamaca, Guamaka, Maracasero, Marocasero, Sancá, Sanja, y malayo (debido al patronímico Malo, preponderante en la región del Cesar, sin relación con la lengua malaya.
Según Jon Landaburu, director del Programa de Protección a la Diversidad Etnolingüística (PPDE), citado por el Ministerio de Cultura de Colombia, se observa un marcado debilitamiento en los procesos de transmisión intergeneracional del idioma damana. Mientras que el 87,5 % de los jefes de hogar hace un buen uso de la lengua, este porcentaje desciende al 49,6 % entre sus hijos y se reduce aún más al 19 % entre los nietos. Landaburu advierte que "es un hecho preocupante de cara al futuro de la lengua".
Según la organización Ehtnologue, en el año 2001, la lengua damana era hablada por 1920 personas. Sin embargo, según el citado Ministerio de Cultura, en febrero de 2010, el pueblo wiwa tenía una población de 13.627 personas, de las cuales, "un poco más de la mitad de la población wiwa habla bien la lengua damana".

## Fonología de la lengua dʉmʉna
Vocales
La lengua damana presenta siete fonemas vocálicos:
|          | Anteriores | Centrales | Posteriores | Nasales |
| -------- | ---------- | --------- | ----------- | ------- |
| Cerrada  | i          |           | u           | ũ       |
| Medias   | e          | ə         | o           |         |
| Abiertas |            | a         |             |         |
Consonantes
Esta lengua registra 19 fonemas consonánticos:
|              |              | labiales | dento- alveolares | palatales/ palatalizadas | velares | glotales |
| ------------ | ------------ | -------- | ----------------- | ------------------------ | ------- | -------- |
| oclusivas    | sordas       | p        | t                 | c                        | k       |          |
| oclusivas    | sonoras      |          | d                 | ɟ                        | ɡ       |          |
| fricativas   | sordas       |          | s                 | ɕ                        |         |          |
| fricativas   | sonoras      |          | z                 | ʑ                        |         |          |
| nasales      | nasales      | m        | n                 |                          |         |          |
| vibrantes    | simple       |          | ɾ                 |                          |         |          |
| vibrantes    | múltiple     |          | r                 |                          |         |          |
| continuantes | continuantes | w        |                   |                          |         | h        |

## Gramática
Sustantivo
Verbo
Complemento

## Escritura y literatura
La lengua wiwa o damana se enseña en apartadas escuelas de los caseríos del Cesar y Magdalena, con base en la cartilla "Ranzhe dʉmʉna wiwa" (Mi Cartilla sanka), algunos con el apoyo de antropólogos o lingüistas o entidades oficiales.
Entre los investigadores de la lengua wiwa se destacan los lingüistas Orlando Ricaurte y Cindy S. Williams y los antropólogos Silvia Botero, Cristina Echeverría y Alejo Santamaría. A Ricaurte se debe el intento de publicar un noticiero en esa lengua, cuya primera nota apareció en "El Observador del Cesar" (julio de 1985):

Shika Wiwa. Nabi saja yina dʉmʉnamba ukuemyi ishainukuakua
'El observador wiwa. Los indígenas tenemos el derecho de comunicarnos con nuestra propia lengua).'